# Claudia Bobocea
Claudia Mihaela Bobocea, född 11 juni 1992, är en rumänsk medeldistanslöpare. 
Hon har blivit rumänsk mästare utomhus nio gånger (800 meter 2017, 2018, 2019, 2021, 2022 och 2023, 1 500 meter 2018 och 2023 samt 4×400 meter 2017) och rumänsk mästare inomhus fem gånger (800 meter 2016, 2018 och 2020, 1 500 meter 2015 samt 3 000 meter 2015).

## Karriär
I februari 2023 vid en tävling i Birmingham noterade Bobocea ett nytt rumänskt inomhusrekord på 1 000 meter efter ett lopp på 2 minuter och 35,35 sekunder. Följande månad vid inomhus-EM i Istanbul tog hon silver på 1 500 meter efter ett lopp på personbästat 4 minuter och 3,76 sekunder.

## Personliga rekord
| Utomhus - 800 meter – 2.00,54 (Budapest, 23 augusti 2023) - 1 000 meter – 2.42,92 (Bukarest, 9 maj 2015) - 1 500 meter – 4.01,10 (Ostrava, 31 maj 2022) - 1 engelsk mil – 4.25,02 (Oslo, 15 juni 2023) - 3 000 meter – 8.55,34 (Osaka, 20 maj 2018) | Inomhus - 800 meter – 2.04,58 (Bukarest, 14 februari 2016) - 1 000 meter – 2.35,35 (Birmingham, 25 februari 2023) 0NR0 - 1 500 meter – 4.03,76 (Istanbul, 4 mars 2023) - 3 000 meter – 8.47,59 (Madrid, 8 februari 2019) |